# Guinee

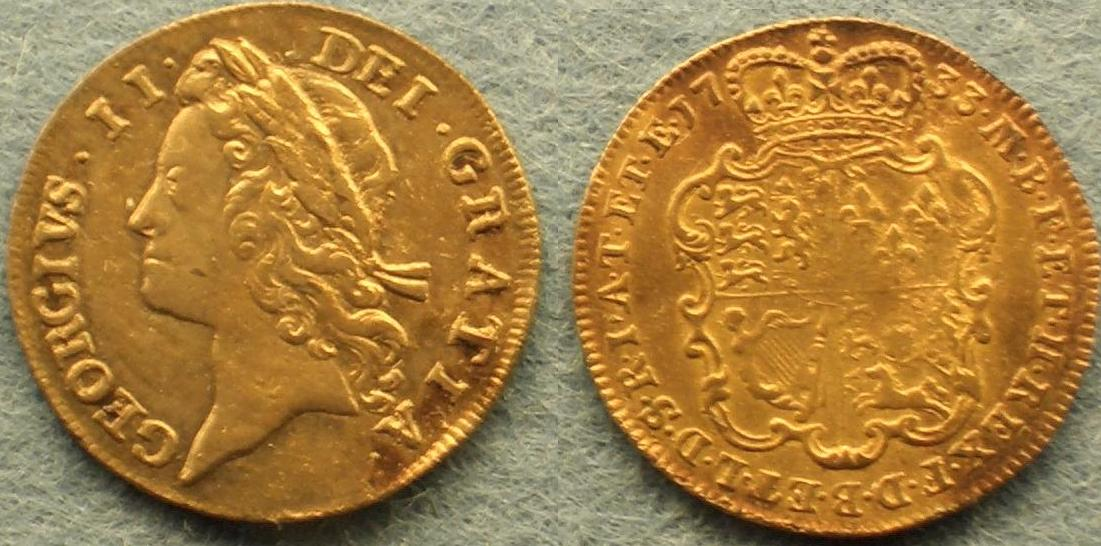
Guinee emisă în 1733, sub George al II-lea (avers și revers)

Guinee (engleză guinea) este o monedă de aur britanică, pusă în circulație în anul 1662. Este prima monedă realizată cu mjloace mecanice. A fost mijoc legal de plată până în anul 1817, când a fost înlocuită cu altă emisiune, de aceeași valoare nominală, ale cărei monede erau numite sovereign. Sovereignul de aur, valorând o liră, a fost emis și utilizat în Anglia în timpul etalonului aur (1816-1914).
Inițial valoarea lor a fost 21 de șilingi, respectiv o liră sterlină și un șiling. Ulterior valoarea ei a fost recalculată după raportul dintre prețul aurului și a argintului. Isaac Newton a fost înnobilat deoarece a reușit să stabilească precis rata de schimb dintre guineele de aur și moneda măruntă de argint din Anglia secolului XVII.
În 1788, o guinee cântărea 8,35 grame la batere.

## Etimologie
Denumirea provine de la numele regiunii Guineea de unde se extrăgea cea mai mare parte a aurului din care erau bătute monedele.

## Istorie
Guineea este prima monedă de aur bătută cu ajutorul unei mașini. La origine, valoarea sa era la paritate cu cea a lirei sterline. În continuare, cursul său a variat în funcție de cursul aurului, valorând până la 30 de șilingi, înainte de a se fixa la valoarea de 21 de șilingi.

## Galerie de imagini

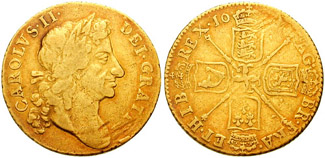
Carol al II-lea al Angliei
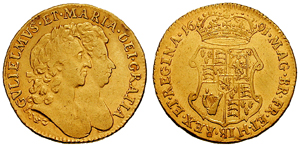
William al III-lea și Mary.
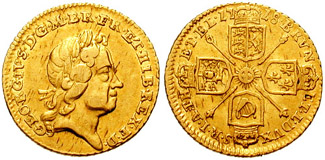
Quarter Guinea, George I
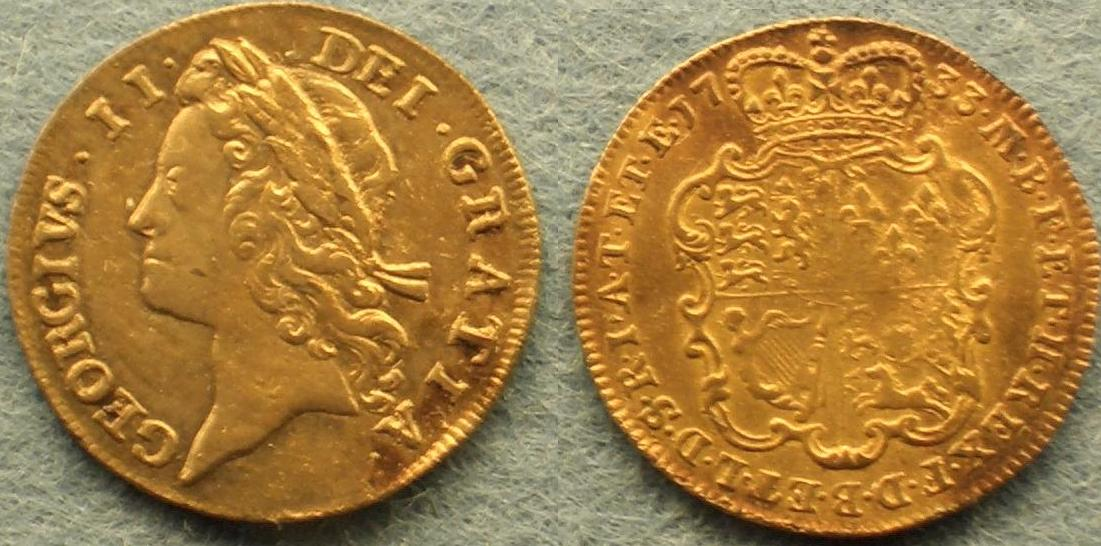
George al II-lea (2 Guineas).
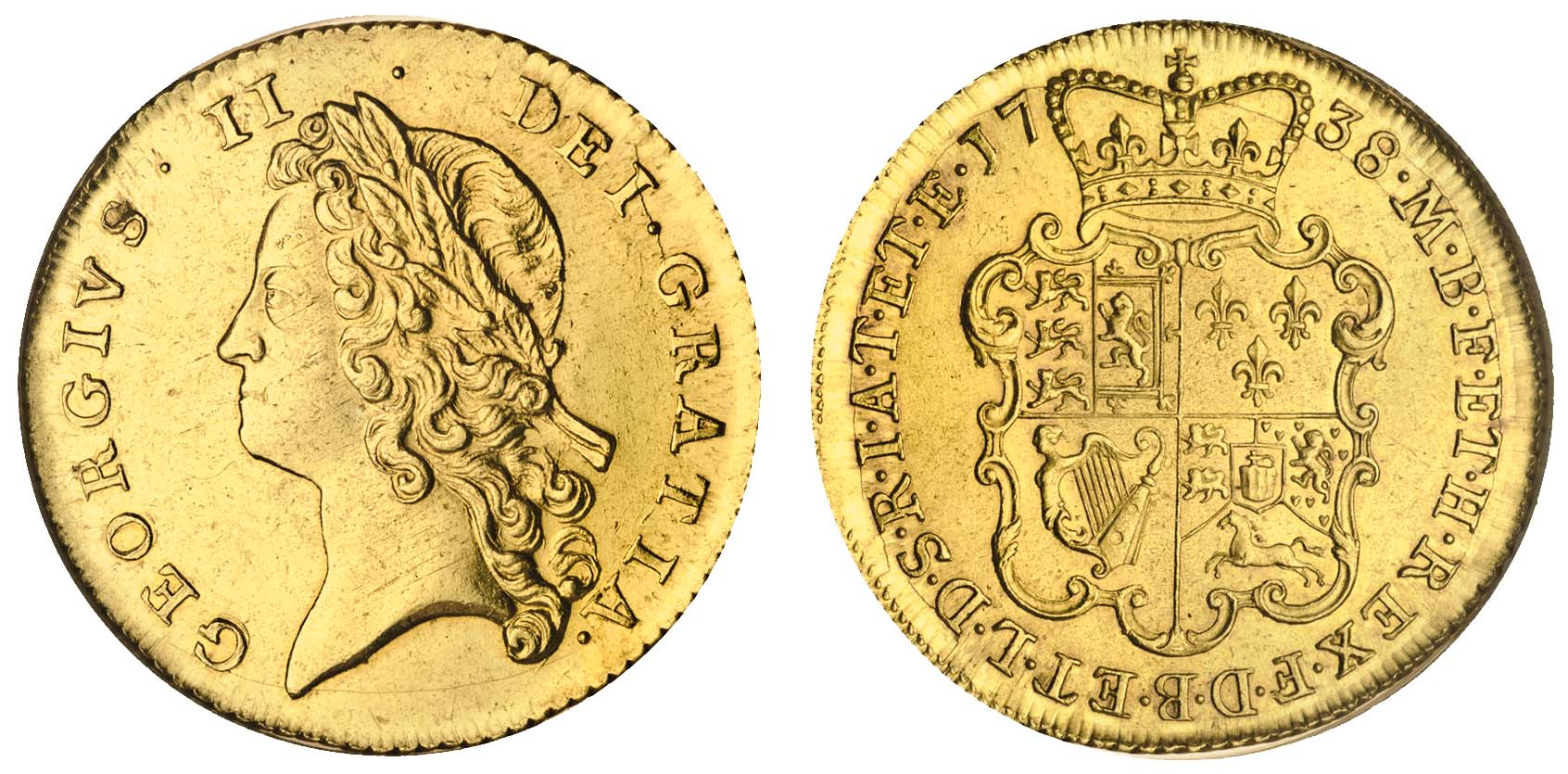
George al II-lea (2 Guineas).
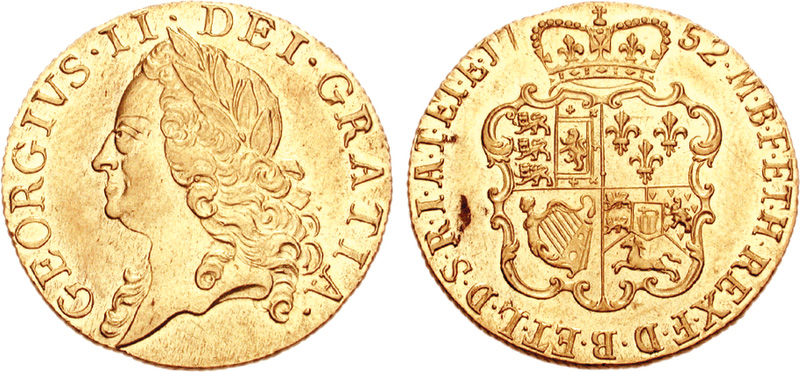
George al II-lea.
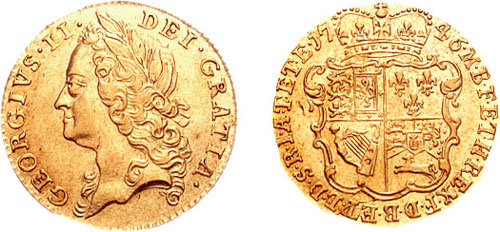
George al II-lea (1/2 Guinea).
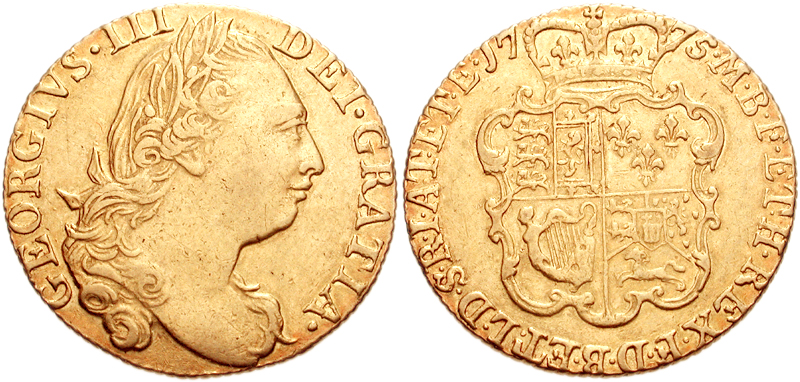
George al III-lea.
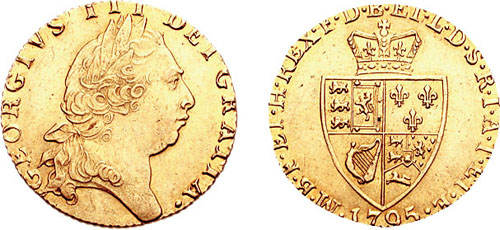
George al III-lea, "Spade" issue; 1795
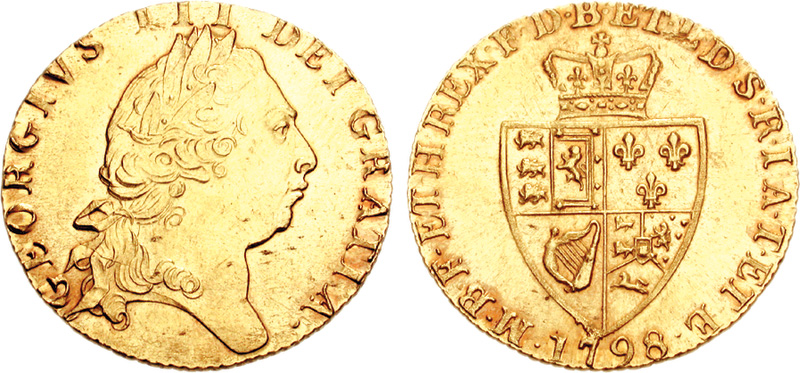
George al III-lea, "Spade" issue; 1798
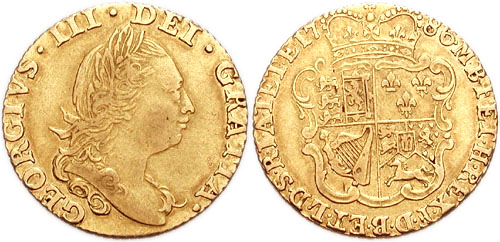
George al III-lea, half Guinea
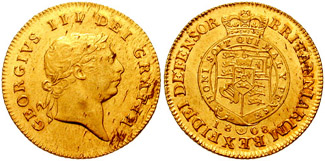
George al III-lea, half Guinea
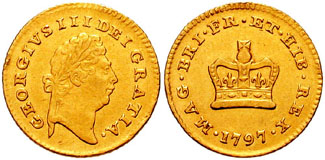
George al III-lea, third Guinea